# Горийская и Атенская епархия
Гори́йская и Ате́нская епархия (груз. გორისა და ატენის ეპარქია) принадлежит Грузинской православной церкви и находится на территории Горийского муниципалитета, Грузия.

## История
Горийское викариатство Карталинской и Кахетинской епархии было создано 30 (12) июля 1811 года, после создания Грузинского экзархата.
Горийские епископы жили в основном в Тифлисе, являлись помощниками экзарха Грузии в управлении Карталинской и Кахетинской епархией. В начале XX века Горийские викарии занимались вопросами духовного просвещения.
Горийское викариатство прекратило существование в результате реорганизации епархиальной структуры Грузинской церкви после провозглашения ею автокефалии в марте 1917 года.
11 октября 2013 года из состава Самтависской и Каспской епархии была выделена самостоятельная Горийская и Атенская епархия.

## Епископы
Горийское викариатство Карталинской и Кахетинской епархии Грузинского экзархата
- Досифей (Пицхелаури) (30 января 1812 — 30 августа 1814)
- Гервасий (Мачавариани) (30 августа 1814 — 5 февраля 1817[3])
- Стефан (Джорджадзе) (28 декабря 1818 — 18 ноября 1839)
- Никифор (Джорджадзе) (5 апреля 1842 — 3 декабря 1851)
- Иоанн (Авалиани) (13 апреля 1852 — 6 апреля 1858)
- Гавриил (Кикодзе) (18 января 1859 — 2 июля 1860)
- Геронтий (Папиташвили) (19 мая 1862 — 30 мая 1869)
- Александр (Окропиридзе) (30 мая 1869—1881, 1886 — 20 марта 1898)
- Леонид (Окропиридзе) (19 апреля 1898 — 12 августа 1900)
- Кирион (Садзаглишвили) (12 августа 1900 — 10 марта 1902)
- Вениамин (Борнуков) (21 апреля 1902 — 16 февраля 1905)
- Евфимий (Елиев) (19 мая 1905 — 10 ноября 1906)
- Петр (Кончошвили) (6 апреля 1907 — 5 февраля 1909)
- Антоний (Гиоргадзе) (15 января 1912 — сентябрь 1917)

Горийская и Атенская епархия
- Андрей (Гвазава) (с 11 октября 2013 года)